# Тестис
Тестиси, су мушке гениталне жлезде код животиња. Мушки сисари имају два тестиса, који се најчешће налазе у кесастом продужетку стомака, који се назива мошнице. Док је мушкарац фетус у мајчиној материци тестиси се налазе у његовом стомаку и спуштају се изван тела тек пред крај трудноће.
Основна сврха тестиса је сперматогенеза или стварање сперматозоида, која је уско повезана са функцијама тестиса као дела ендокриног система. Тестиси од пубертета представљају основно место синтезе мушког полног хормона — тестостерона, који је одговоран за настанак секундарних полних карактеристика, и чије су високе концентрације неопходне за одвијање сперматогенезе. Код сисара, тестиси су лоцирани изван тела, пошто је сперматогенеза ефикаснија на температурама нижим од температуре тела од 37 °C. Нормално је да један тестис нижи од другог (најчешће леви). Ово је због разлике у васкуларној и анатомској структури на левој и десној страни мошница и тестиса.
Тестиси се такође једу широм света као деликатес, добијен од вепрова, бикова, нојева и овнова.

## Структура

### Изглед
Мужјаци имају два тестиса сличне величине садржана у скротуму, који представља продужетак трбушног зида. Скортумска асиметрија није неуобичајена: један се тестис протеже даље према скротуму него други због разлика у анатомији васкуларне мреже.

### Мерење
Запремина тестиса се може проценити палпирањем и успоређивањем с елипсоидима познатих величина. Други метод је употреба антропометријских помагала (орхидометар) или лењира на особи или на ултразвучној слици за добијање три мерне осе x, y и z (дужина, дубина и ширина ). Та се мерења тада могу користити за израчунавање запремине, користећи формулу за запремину елипсоида:
{\displaystyle {\mbox{Запремина}}={\frac {4}{3}}\cdot \pi \cdot {\frac {\mbox{дужина}}{2}}\cdot {\frac {\mbox{ширина}}{2}}\cdot {\frac {\mbox{дубина}}{2}}}
{\displaystyle \approx {\mbox{дужина}}\cdot {\mbox{ширина}}\cdot {\mbox{дубина}}\cdot 0,52}
Димензије просечног зрелог тестиса су до дужине 2 инча, ширина 0,8 инча, а висина 1,2 инча (5 × 2 × 3 ). Танерова скала за одређивање зрелости мушких гениталија означава зрелосни стадијум који је прерачунат у рангове запремине од I, мање од 1,5  до стадијума V, са запремином већом од 20 . Нормална запремина је 15 до 25 ml; а просек је 18 3 по тестису (ранг 12 3 до 30 3.

### Регулација температуре
Сперматогенеза се побољшава на температурама које су нешто ниже од основне телесне температуре. Сперматогенеза је мање ефикасна на нижим и вишим температурама од 33 °C. Будући да су тестиси лоцирани ван тела, глатко ткиво скротума може их приближити или удаљити од тела. Температура тестиса се одржава на 35 °C (95 °F), односно два степена испод телесне температуре од 37 °C (99 °F). Више температуре утичу на сперматогенезу. Постоји читав низ механизама за одржавање тестиса на оптималној температури.
Кремастерни мишић је део сперматичне врпце. Када се овај мишић стегне, врпца се скраћује и тестис се приближава телу, што пружа мало више топлоте за одржавање оптималне температуре тестиса. Када је потребно хлађење, кремастерни мишић се опушта и тестис се спушта даље од топлог тела, те може да се охлади. Контракција се такође јавља као одговор на стрес (тестиси се подижу према телу у настојању да их заштите у борби).
Кремастер мишић може рефлексно подићи сваки тестис појединачно ако је правилно покренут. Ова појава је позната као кремастерни рефлекс. Тестиси се такође могу добровољно подићи помоћу пубококигеусног мишића, који делимично активира повезане мишиће.

### Експресија гена и протеина
Хумани геном садржи приближно 20.000 гена који кодирају протеине: 80% ових гена изражено је у одраслим тестисима. Тестиси имају највећи удео гена специфичних за одређени тип ткива у поређењу са другим органима и ткивима: око 1000 њих је високо специфично за тестисе, а око 2.200 показује повишен образац експресије овде. Већина ових гена кодира за протеине који се изражавају у семиниферним тубулима и имају функције повезане са сперматогенезом. Ћелије сперме изражавају протеине који резултирају развојем бичева; ти исти протеини се изражавају ко женки у ћелијама које облажу јајовод и узрокују развој трепљи. Другим речима, бичеви сперматозоида и трепље јајовода су хомологне структуре. Протеини специфични за тестисе који показују највиши ниво експресије су протамини.

## Унутрашња структура

### Систем канала
Тестиси су прекривени чврстом опнастом шкољком названом туника албугинеа. Унутар тестиса налазе се врло фино намотане цеви које се називају семиниферозне тубуле. Цевчице су обложене слојем ћелија (клицне ћелије) које се развијају од пубертета до старости у спермске ћелије (познате и као сперматозоиди или мушки гамети). Сперма у развоју путује кроз семенишне тубуле до рете тестис која се налази у медијастинум тестису, до еферентних канала, а потом до епидидимиса, где сазревају новостворене ћелије сперме. (види сперматогенеза). Сперма прелази у вас деференс и на крају се кроз мишићне контракције избацује кроз уретер и из уретерски отвор.

### Примарни типови ћелија
Унутар семиниферозне тубуле
- Овде се герм-ћелије развијају у сперматогоније, сперматоците, сперматиде и сперматозоиде у процесу сперматогенезе. Гамети садрже ДНК за оплодњу јајашца.[7]
- Сертолијеве ћелије – прави епител семеничког семиниферног епитела, критичан је за потпору развоју месних ћелија у сперматозоиде. Сертолијеве ћелије излучују инхибин.[8]
- Перитубулске мијеоидне ћелије окружују семиниферне тубуле.[9]

Између тубула (интерстицијске ћелије)
- Лејдигове ћелије – ћелије локализоване између семиниферних тубула које производе и луче тестостерон и друге андрогене важне за сексуални развој и пубертет, секундарне сексуалне карактеристике попут длакавости лица, сексуалног понашања и либида, подржавајући сперматогенезу и еректилну функцију. Тестостерон такође контролише волумен тестиса.
- Присутни су и:
  - незреле Лејдигове ћелије
  - Интерстицијски макрофаги и епителне ћелије.

### Прокрвљеност и лимфни систем
У опскрби крвљу и [лимфа|лимфној дренажи]]] тестиса и скротума разликују се:
- Упарене артерије тестиса настају директно из трбушне аорте и спуштају се кроз ингвинални канал, док за скротум и остатак спољашњих гениталија крв испоручује унутрашња пудендална артерија (сама грана унутрашње илијачне артерије).
- Тестис има колатералну опскрбу крвљу у којој учествују 1. кремастеријске артерије (грана доња епигастрична артерија, која је грана у спољашње илијачне артерије) и 2. артерија до дуктус деференса (грана доње везикулске артерије, која је грана унутрашње илијачне артерије). Стога, ако се тестисна артерија лигира, нпр. током Фоwлер-Стевенсове орхиопексије за високи неспуштени тестис, тестис ће обично преживети на тим другим залихама крви.
- Лимфна дренажа тестиса прати артерије тестиса назад до парааортних лимфних чворова, док лимфа из скротума дренира у ингвинални лимфни чвор.

## Функција
Основна функција тестиса је производња хормона и сперматогенеза или стварање сперматозоида. Из тестиса ћелије сперме улазе у пасеменик, где сазревају под утицајем посебних ензима и беланчевина, затим кроз семеновод одлазе у близину семенских мехурића. Овде се излучује део течности, која их током полног односа одводи у мокраћни канал. Код сисара, тестиси су лоцирани изван тела, пошто је сперматогенеза ефикаснија на темпаратурама нижим од темпаратуре тела од 37 °C. Кремасти мишић обавија тестисе. Када се овај мишић скупи, тестиси се приближе ближе телу, чиме се обезбеђује загрејавање, односно одржавање температуре тестиса. Када температура треба да се спусти, овај мишић се опушта и спушта тестисе од тела и омогућује хлађење тестиса. Исти се механизам дешава када се организам изложи стресу (тестиси се подижу у еволутивном циљу заштите приликом борбе), и током оргазма.
Нормално је да један тестис нижи од другог (најчешће леви). Ово је због разлике у васкуларној и анатомској структури на левој и десној страни мошница и тестиса. Такође се мисли да је и ово еволутивног карактера, како се тестиси не би одбијали један од другог.

## Величина
Релативна величина тестиса често је под утицајем система парења. Величина тестиса у односу на телесну тежину увелико варира. У сисарском царству постоји тенденција да се величина тестиса подудара са више парњака (нпр. хареми, полигамија). Производња излазне сперме и сперматозоида у тестисима је такође већа код вишегласних животиња, јер је могуће такмичење спермних гена за преживљавање. Тестиси правог кита вероватно ће бити највећи од свих животиња, од којих сваки тежи око 500  (1.100 ).
У породици Хоминидае, гориле имају мали женски промискуитет па постоји конкуренција сперме и тестиси су мали у поређењу с телесном тежином (0,03%). Шимпанзе имају висок промискуитет и велике тестисе у поређењу с телесном тежином (0,3%). Величина људског тестиса пада између тих крајности (0,08%).
Тежина тестиса варира и код сезонских парења, попут којота.

### Унутрашња структура
Под жилавом опнастом шкољком названом туника албугинеа) тестиси амниота, као и неке рибе Teleostea, садрже врло фине завојите цеви назване семиниферозне тубуле.
Водоземци и већина риба немају семиниферне тубуле. Уместо тога, сперматозоиди се производе у сферним структурама које се називају спермне ампуле. То су сезонске структуре, које ослобађају свој садржај током сезоне парења, а потом их тијело поново апсорбира. Пре следеће сезоне парења, почињу се да се формирају и сазревају нове спермне ампуле. Ампуле су иначе у суштини идентичне семенским тубулама у виших кичмењака, укључујући исти распон типова ћелија.

## Галерија
- Тестис
- Тестис
- Тестис на кремастерском мишићу. То су два здрава тестиса. Топлота их спушта, омогућујући хлађење.
- Здрав скротум садржи нормално велике тестисе. Скротум је у притешњеном положају. На слици је приказана и текстура.
- Попречни пресек тестиса
- Десни тестис, са отвореном tunica vaginalis.
- Микроскопски изглед тестиса кунића 100×
- Тестис